# Boeing Model 306
Boeing Model 306 là tên định danh cho một seri máy bay được thiết kế từ năm 1935, nhưng nó không được đưa vào sản xuất. Seri này gồm các biến thể máy bay ném bom Model 306, tàu bay Model 306 và chở khách Model 306A.

## Biến thể

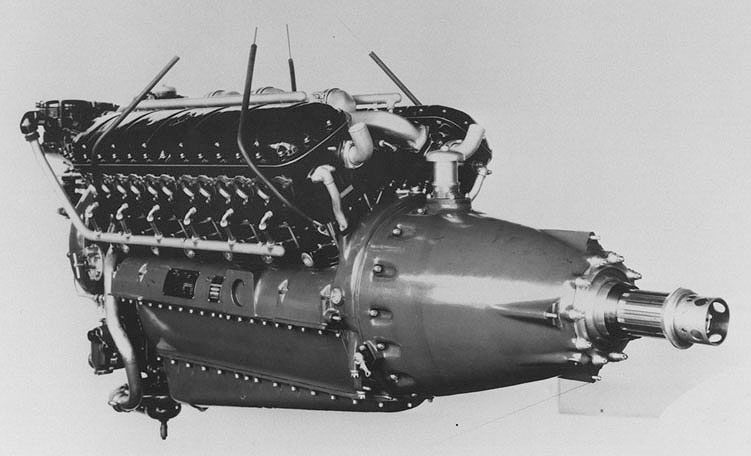
Động cơ Allison V-1710

- Boeing Model 306
- Boeing Model 306 Flying Boat
- Boeing Model 306A Airliner

## Tính năng kỹ chiến thuật Model 306
Đặc tính tổng quát
- Kíp lái: 10
- Chiều dài: 60 ft (18 m)
- Sải cánh: 140 ft (43 m)
- Động cơ:  × Allison V-1710

Hiệu suất bayVũ khí trang bị